# Satrapodes mina
Satrapodes mina là một loài bướm đêm trong họ Noctuidae.